# Almora (stad)
Almora is een stad en gemeente in het district Almora van de Indiase staat Uttarakhand.

## Demografie
Volgens de Indiase volkstelling van 2001 wonen er 30.613 mensen in Almora, waarvan 54% mannelijk en 46% vrouwelijk is. De plaats heeft een alfabetiseringsgraad van 84%.

## Foto's

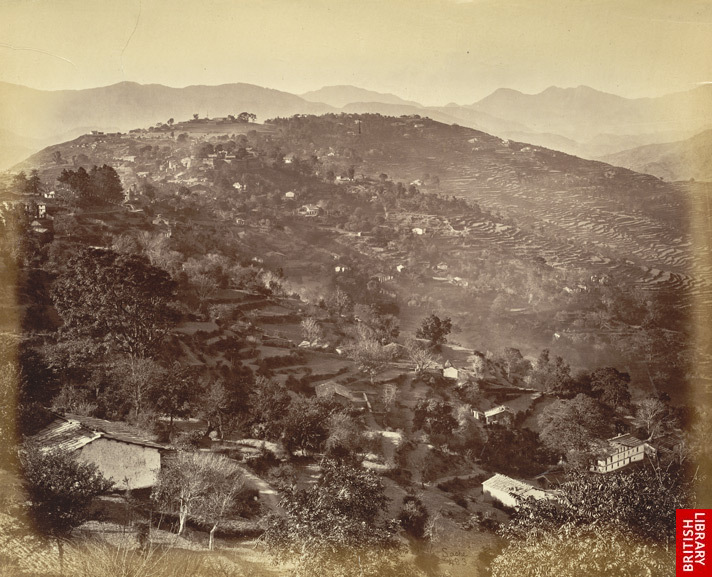
1860s
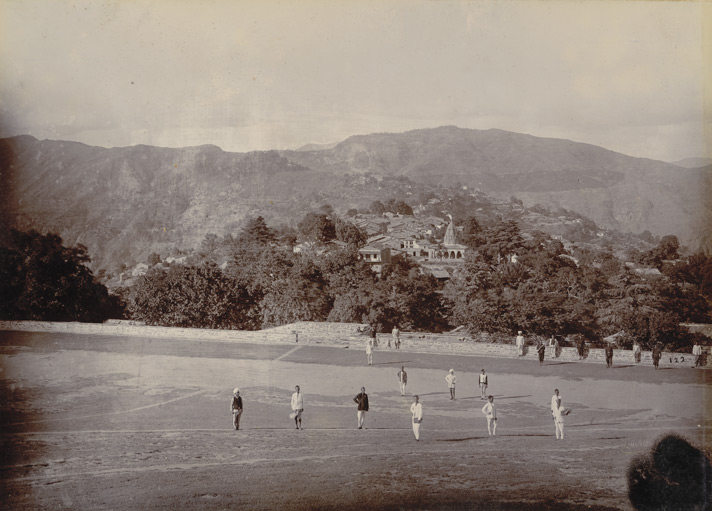
Uitzicht
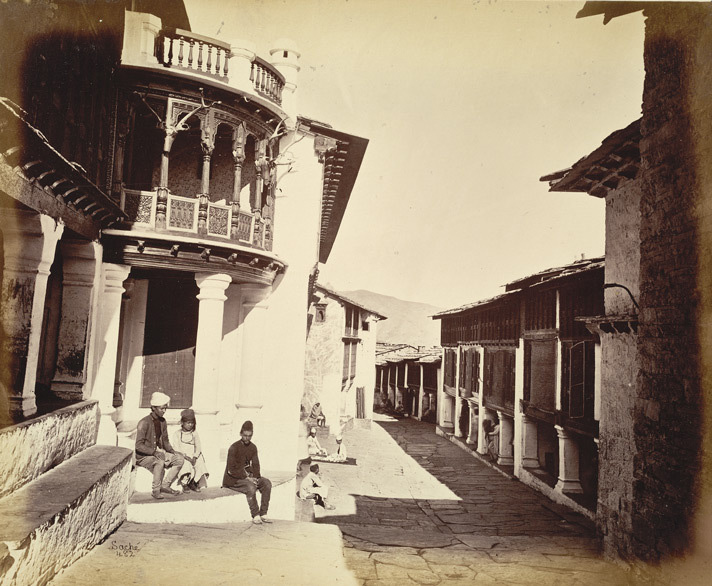
Bazaar ca. 1860

## Geboren
- Ronald Ross (1857-1932), Schots arts, protozoöloog en Nobelprijswinnaar (1902)